# 妮科尔·齐默尔曼
妮科尔·齐默尔曼（德語：Nicole Zimmermann，1980年5月11日—），德国女子赛艇运动员。她曾代表德国参加世界赛艇锦标赛，获得一枚金牌、二枚银牌和二枚铜牌。她也曾参加2004年和2008年夏季奥运会。